# Lijst van rijksmonumenten in Blija
De plaats Blija (Blije) telt 17 inschrijvingen in het rijksmonumentenregister. Hieronder een overzicht.
| Object | Oorspronkelijke functie? | Bouwjaar                                                                                          | Architect | Locatie                                            | Coördinaten?                  | Nr.?   | Afbeelding                                            |
| --- | ------------------------ | ------------------------------------------------------------------------------------------------- | --------- | -------------------------------------------------- | ----------------------------- | ------ | ----------------------------------------------------- |
| Pand onder laag zadeldak tegen puntgevel (maakt een geheel uit met de nrs. 3 en 5)                                                                   | Woonhuis                 | vroege 18e eeuw                                                                                   |           | Farrewei 1                                         | 53° 21' 7" NB, 5° 51' 43" OL  | 15586  | Meer afbeeldingen                                     |
| Pand onder laag zadeldak met dakkapel (maakt een geheel uit met de nrs. 1 en 5)                                                                      | Woonhuis                 | vroege 18e eeuw                                                                                   |           | Farrewei 3                                         | 53° 21' 7" NB, 5° 51' 43" OL  | 15587  | Meer afbeeldingen                                     |
| Pand onder laag zadeldak tegen puntgevel (maakt een geheel uit met de nrs. 1 en 3)                                                                   | Woonhuis                 | vroege 18e eeuw                                                                                   |           | Farrewei 5                                         | 53° 21' 7" NB, 5° 51' 44" OL  | 15588  | Meer afbeeldingen                                     |
| Pand onder zadeldak met dakkapel aan de lange zijde tegen topgevels, waarvan die aan de Voorstraat met lichtopeningen, vlechtingen en topschoorsteen | Werk-woonhuis            | late 18e eeuw                                                                                     |           | Hoofdstraat 1                                      | 53° 21' 6" NB, 5° 51' 40" OL  | 15589  | Meer afbeeldingen                                     |
| Herberg "Veldzicht" | Werk-woonhuis            | 1885                                                                                              |           | Hoofdstraat 3                                      | 53° 21' 7" NB, 5° 51' 40" OL  | 15590  | Meer afbeeldingen                                     |
| Doopsgezinde kerk, achterbouw | Kerk en kerkonderdeel    | 1807 ca. 1935 (vernieuwing voorzijde)                                                             |           | Hoofdstraat 12                                     | 53° 21' 8" NB, 5° 51' 43" OL  | 15591  | Meer afbeeldingen                                     |
| Hervormde Sint-Nicolaaskerk | Kerk en kerkonderdeel    | 13e eeuw (toren) ca. 1540 (kerk) verm. 1741 (verb. toren) 1858 (tongewelf) 1949-'52 (rest. toren) |           | Voorstraat 3                                       | 53° 21' 5" NB, 5° 51' 38" OL  | 15592  | Meer afbeeldingen                                     |
| Pand onder zadeldak met topschoorstenen tussen puntgevels waarvan voorste met Vlaamse top en zijgevel met lichtopeningen                             | Woonhuis                 | kort voor 1800                                                                                    |           | Voorstraat 4                                       | 53° 21' 6" NB, 5° 51' 39" OL  | 15593  | Meer afbeeldingen                                     |
| Pand onder zadeldak tegen puntgevel met topschoorsteen                                                                                               | Woonhuis                 |                                                                                                   |           | Voorstraat 8                                       | 53° 21' 7" NB, 5° 51' 38" OL  | 15594  | Meer afbeeldingen                                     |
| Herenhuis met verdieping, zesruitsvensters en kroonlijst onder schilddak met hoekschoorstenen met borden en met jongere pui                          | Woonhuis                 | 1800-1825                                                                                         |           | Voorstraat 14                                      | 53° 21' 7" NB, 5° 51' 37" OL  | 15595  | Meer afbeeldingen                                     |
| Terp | Archeologisch monument   | vroege middeleeuwen                                                                               |           | bij het begin van de Unemaloane                    | 53° 21' 17" NB, 5° 51' 16" OL | 45518  | Terp                                                  |
| Verhoogde woonplaats | Archeologisch monument   | late middeleeuwen                                                                                 |           | aan het eind van de Kienstraloane                  | 53° 21' 25" NB, 5° 51' 23" OL | 45519  | Verhoogde woonplaats                                  |
| Dwarshuisboerderij met neo-classicistische invloeden                                                                                                 | Boerderij                | 1872                                                                                              |           | Boatebuorren 1                                     | 53° 21' 3" NB, 5° 51' 8" OL   | 507144 | Upload foto                                           |
| Terrein met vier verhoogde woonplaatsen | Archeologisch monument   | 12e-13e eeuw                                                                                      |           | bij de Hogedijk tussen de Witteweg en de Zwarteweg | 53° 21' 19" NB, 5° 52' 17" OL | 45520  | Upload foto                                           |
| Terp | Archeologisch monument   | voor Romeinse IJzertijd                                                                           |           | bij de Farebuorren                                 | 53° 20' 47" NB, 5° 52' 39" OL | 45521  | Upload foto                                           |
| Terp | Archeologisch monument   | voor Romeinse IJzertijd                                                                           |           | halverwege de Easterbeintumerwei                   | 53° 20' 18" NB, 5° 52' 8" OL  | 45522  | Upload foto                                           |
| Vrijstaand woonhuis in overgangsstijl met toegangshek                                                                                                | Woonhuis                 | 1850-1900 (toegangshek) ca. 1908 (pand)                                                           |           | Voorstraat 26                                      | 53° 21' 7" NB, 5° 51' 28" OL  | 507145 | Vrijstaand woonhuis in overgangsstijl met toegangshek |